# Triloka
Triloka (tudi Trajloka; Trialokyja) je sanskrtski izraz, ki pomeni trije svetovi, tri sfere.

## Triloke v budizmu
- Po prvi razčlenitvi so Triloke v budizmu trije svetovi oziroma tri sfere, ki se imenujejo: Narake, Čhakarvada in Devaloka. V teh sferah krožijo eksistence bitij vseh šestih Gati.
- Po drugi razčlenitvi pa obstajajo naslednje tri sfere: Kamaloka - območje poželenja, Rupoloka - območje nepoželjive telesnosti in Arupoloka - območje brezobličnosti in čiste duhovnosti.

## Triloke v hinduizmu
V hinduizmu pa Triloka pomeni sliko sveta, ki jo sestavljajo tri sfere: Loka - osrednji svet, Bhurloka - nebesni svet ter Patale in Narake - podzemni svet.
Včasih je Triloka upodobljena kot Brahamanada, to je v sliki sveta v podobi jajca, ki je razdeljeno na 42 plasti. Sedem jih pripada srednjemu in zgornjemu svetu (Loka) in sestavljajo zgornjo polovico jajca, 35 pa jih pripada podzemlju in sestavljajo spodnjo polovico jajca (Patale, Narake).